# Vol de Holden sur Lightning
 (juin 2021).
La mise en forme du texte ne suit pas les recommandations de Wikipédia : il faut le « wikifier ».
Les points d'amélioration suivants sont les cas les plus fréquents :
- Les titres sont pré-formatés par le logiciel. Ils ne sont ni en capitales, ni en gras.
- Le texte ne doit pas être écrit en capitales (les noms de famille non plus), ni en gras, ni en italique, ni en « petit »…
- Le gras n'est utilisé que pour surligner le titre de l'article dans l'introduction, une seule fois.
- L'italique est rarement utilisé : mots en langue étrangère, titres d'œuvres, noms de bateaux, etc.
- Les citations ne sont pas en italique mais en corps de texte normal. Elles sont entourées par des guillemets français : « et ».
- Les listes à puces sont à éviter, des paragraphes rédigés étant largement préférés. Les tableaux sont à réserver à la présentation de données structurées (résultats, etc.).
- Les appels de note de bas de page (petits chiffres en exposant, introduits par l'outil «  Source ») sont à placer entre la fin de phrase et le point final[comme ça].
- Les liens internes (vers d'autres articles de Wikipédia) sont à choisir avec parcimonie. Créez des liens vers des articles approfondissant le sujet. Les termes génériques sans rapport avec le sujet sont à éviter, ainsi que les répétitions de liens vers un même terme.
- Les liens externes sont à placer uniquement dans une section « Liens externes », à la fin de l'article. Ces liens sont à choisir avec parcimonie suivant les règles définies. Si un lien sert de source à l'article, son insertion dans le texte est à faire par les notes de bas de page.
- La présentation des références doit suivre les conventions bibliographiques. Il est recommandé d'utiliser les modèles {{Ouvrage}}, {{Chapitre}}, {{Article}}, {{Lien web}} et/ou {{Bibliographie}}. Le mode d'édition visuel peut mettre en forme automatiquement les références.
- Insérer une infobox (cadre d'informations à droite) n'est pas obligatoire pour parachever la mise en page.

Pour une aide détaillée, merci de consulter Aide:Wikification.
Si vous pensez que ces points ont été résolus, vous pouvez retirer ce bandeau et améliorer la mise en forme d'un autre article.
Le 22 juillet 1966, Walter "Taffy" Holden, un ingénieur commandant l'unité de maintenance 33 de la Royal Air Force et disposant d'une expérience de pilotage limitée à des petits avions d'entraînement monomoteurs, a engagé par inadvertance la postcombustion d'un avion de chasse English Electric Lightning lors de tests au sol. Incapable de désengager la postcombustion, Holden a accéléré sur la piste, manquant de peu un camion-citerne et un de Havilland Comet au décollage, avant de finalement décoller lui-même. Volant sans casque ni verrière, le siège éjectable désactivé et le train d'atterrissage verrouillé, Holden a dû interrompre ses deux premières tentatives d'atterrissage. Il a atterri lors de sa troisième tentative, heurtant la piste avec la queue de l'avion alors qu'il adoptait un angle d'attaque similaire à celui qu'il adoptait avec les avions à train classique. L'avion a fini par s'arrêter en bout de piste et Holden en est sorti indemne. L'avion a par la suite été remis en service, avant d'être finalement racheté par l'Imperial War Museum Duxford où il est exposé.

## Appareil
L'English Electric Lightning était un avion intercepteur à courte portée de haute performance. Le Lightning avait un poids maximal au décollage de 20 tonnes et pouvait atteindre Mach 2.0. L'avion impliqué dans l'incident était le deuxième exemplaire produit, désigné XM135. Le XM135 souffrait d'un défaut électrique qui ne se manifestait que lors de l'accélération au décollage ,l'onduleur électrique alimentant les instruments de vol se coupant pendant les premiers mètres du décollage et l'onduleur de secours se mettant alors en marche.

## Équipage

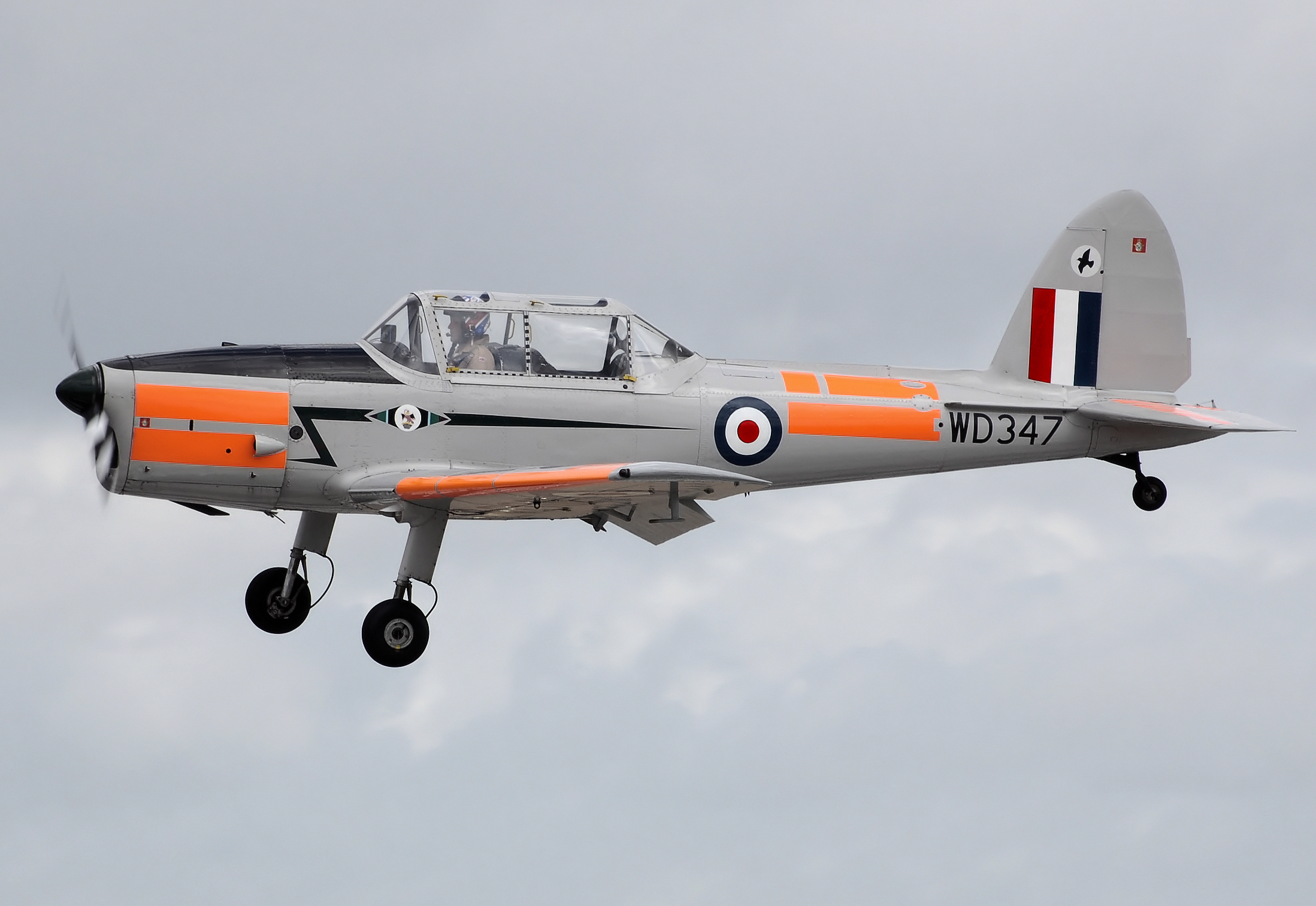
Un de Havilland Canada DHC-1 Chipmunk similaire à celui dans lequel Holden a effectué des vols d'entraînement

Le commandant d'escadre Walter "Taffy" Holden s'est engagé en 1943, obtenant un poste d'élève officier dans une université. Étudiant le génie mécanique, Holden a également appris à voler sur le biplan de Havilland Tiger Moth. Holden a poursuivi une carrière d'ingénieur dans la RAF. Cependant, la RAF lui a fait suivre une courte formation de base sur le Harvard. Il a ensuite volé sur le de Havilland Canada DHC-1 Chipmunk au début de sa carrière.
En 1966, Holden commandait l'unité de maintenance 33 de la RAF à la base aérienne RAF Lyneham, qui allait être démantelée. L'unité a maintenu des Gloster Meteors, des English Electric Canberras et des English Electric Lightnings. L'unité avait un pilote d'essai attitré pour ses Canberras et ses Meteor, mais ce pilote n'était pas qualifié pour voler sur le Lightning. Pour les vols de Lightning, Holden devait trouver des pilotes d'essai de la RAF qualifié qui pouvaient généralement se rendre sur place dans les 24 à 36 heures,,.

## Historique du vol
Les problèmes de l'appareil XM135 retardaient la fermeture de l'unité, et au moment de l'incident, aucun pilote d'essai qualifié n'était disponible avant une semaine. Un pilote de la base aérienne RAF Boscombe Down, qui avait participé aux tests précédents, a suggéré à Holden d'effectuer le test lui-même, car il ne s'agissait que d'un roulage au sol de 30 à 40 mètres. Pour chaque test, Holden devait tester une configuration électrique différente, faire monter le moteur à des régimes élevés, puis couper le moteur et appliquer les freins. Holden devait communiquer par signaux manuels avec son équipe d'assistance sur un Land Rover, qui coordonnerait ainsi le test avec la tour de contrôle,,.
Holden ne portait pas de casque et n'avait pas de radio. La verrière de l'appareil avait été retirée pour les fils électriques sortant du poste de pilotage. Le train d'atterrissage était verrouillé en position sortie dans une configuration de test.

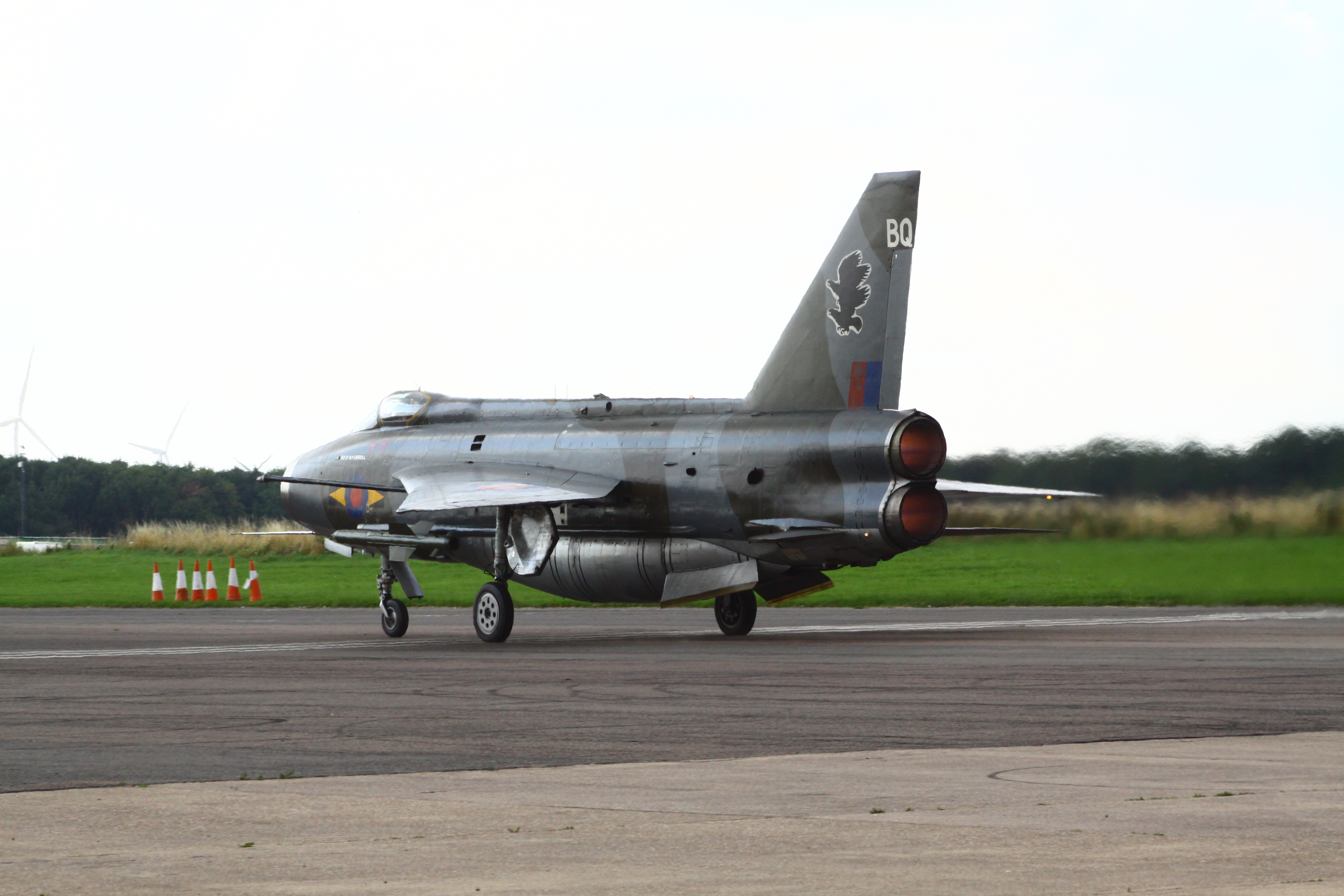
Lightning avec postcombustion enclenchée

Une fois le Lightning en position, Holden a effectué le premier test comme prévu, déplaçant l'avion d'une quarantaine de mètres. Cependant, lors d'un test suivant, Holden a involontairement poussé la manette des gaz au-delà du cran de postcombustion. Une fois la postcombustion engagée, son désengagement nécessitait de pousser une poignée située derrière la manette des gaz et que Holden n'avait pas l'habitude d'utiliser. Le Lightning a rapidement pris de la vitesse et a raté de peu un camion-citerne qui traversait la piste devant lui. Le Lightning a ensuite traversé la piste principale de la base alors qu'un de Havilland Comet en plein décollage passait juste au-dessus de lui. Arrivant en bout de piste, Holden a tiré sur le manche et a décollé,.
Après le décollage, Holden a réussi à désengager la postcombustion après avoir cherché la commande à utiliser. Holden envisagea de s'éjecter. Cependant, c'était impossible car le siège éjectable était en configuration inerte, comme il est d'usage pour les tests au sol. Lors de ses deux premières tentatives d'atterrissage, sa vitesse et sa hauteur étaient inadaptées et Holden a dû les interrompre. Holden, qui s'est souvenu que la vitesse d'atterrissage du Lightning était de 150 nœuds, a effectué une large boucle autour de Lyneham et a tenté d'atterrir dans la direction opposée, en s'éloignant du village. Durant la phase finale de l'atterrissage, il a adopté l'angle d'attaque utilisé sur les avions à train classique avec lesquels il avait volé lors de sa formation. Cela a entraîné un tailstrike (avec un contact du pare-chocs arrière en caoutchouc sur le tarmac) et la rupture du câble du parachute de freinage utilisé lors des atterrissages. Appuyant de toutes ses forces sur les freins, Holden a réussi à arrêter le Lightning à une centaine de mètres du bout de la piste. Le vol de Holden a duré 12 minutes.

## Conséquences

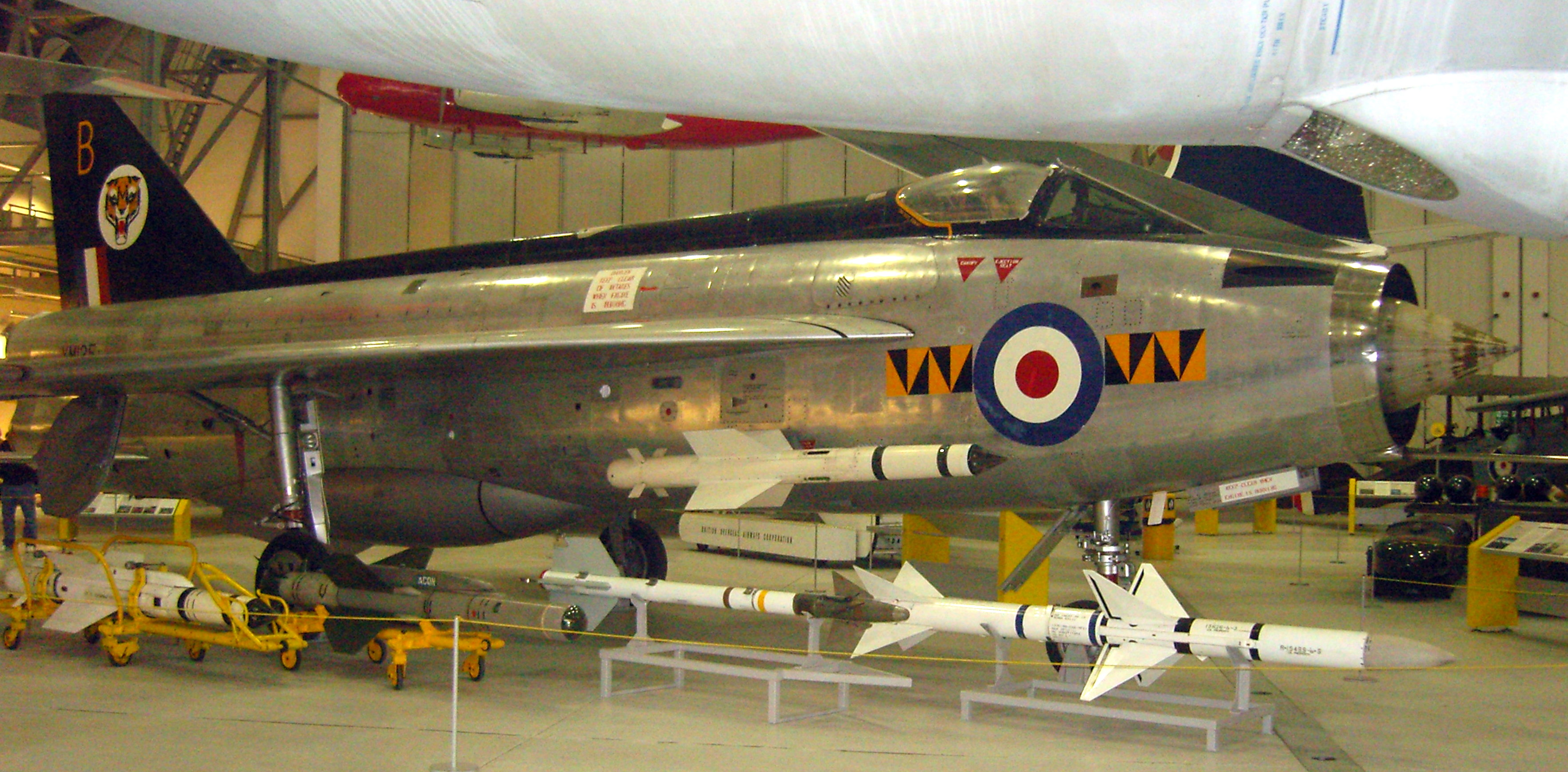
Le XM135 à l'Imperial War Museum Duxford

L'avion a été réparé et remis en service. Les analyses ont déterminé que le défaut électrique était causé par les fils reliant l'onduleur de secours à un bouton de test de sol supprimé depuis, ce qui court-circuitait la radio UHF lorsqu'elle bougeait sur ses tourillons durant l'accélération du décollage. Après 1 343 heures de vol, le XM135 a été acheté en 1974 par l'Imperial War Museum Duxford, où il est exposé.
Le vol accidentel était impossible à cacher à la presse car la base employait de nombreux civils. Holden a été envoyé en Italie en permission lorsque la nouvelle a éclaté. Cependant, il fut reconnu sur place. Une enquête a confirmé que Holden n'avait enfreint aucun règlement de vol (bien que ce règlement fut modifié par la suite) et que Holden avait sauvé sa propre vie ainsi que l'avion. Selon Holden, durant un entretien avec l'Air Marshal Kenneth Porter, il lui a été demandé s'il était d'accord avec le fait que vu l'expérience de vol limitée dont il disposait, il aurait fallu le confier à un pilote d'essai expérimenté. Il a répondu par l'affirmative, après quoi Porter a relaté certains de ses propres incidents de vol malheureux. Holden est resté dans la RAF et a pris sa retraite à la fin des années 1970 ou au début des années 1980.
Holden est décédé en 2016, à l'âge de 90 ans.